# トーマス・イルヴェス
トーマス・ヘンドリク・イルヴェス（エストニア語: Toomas Hendrik Ilves、1953年12月26日 -）は、エストニア共和国の政治家。2006年10月9日から2016年10月10日まで同国大統領（2011年より2期目、任期は5年間）。

## 経歴

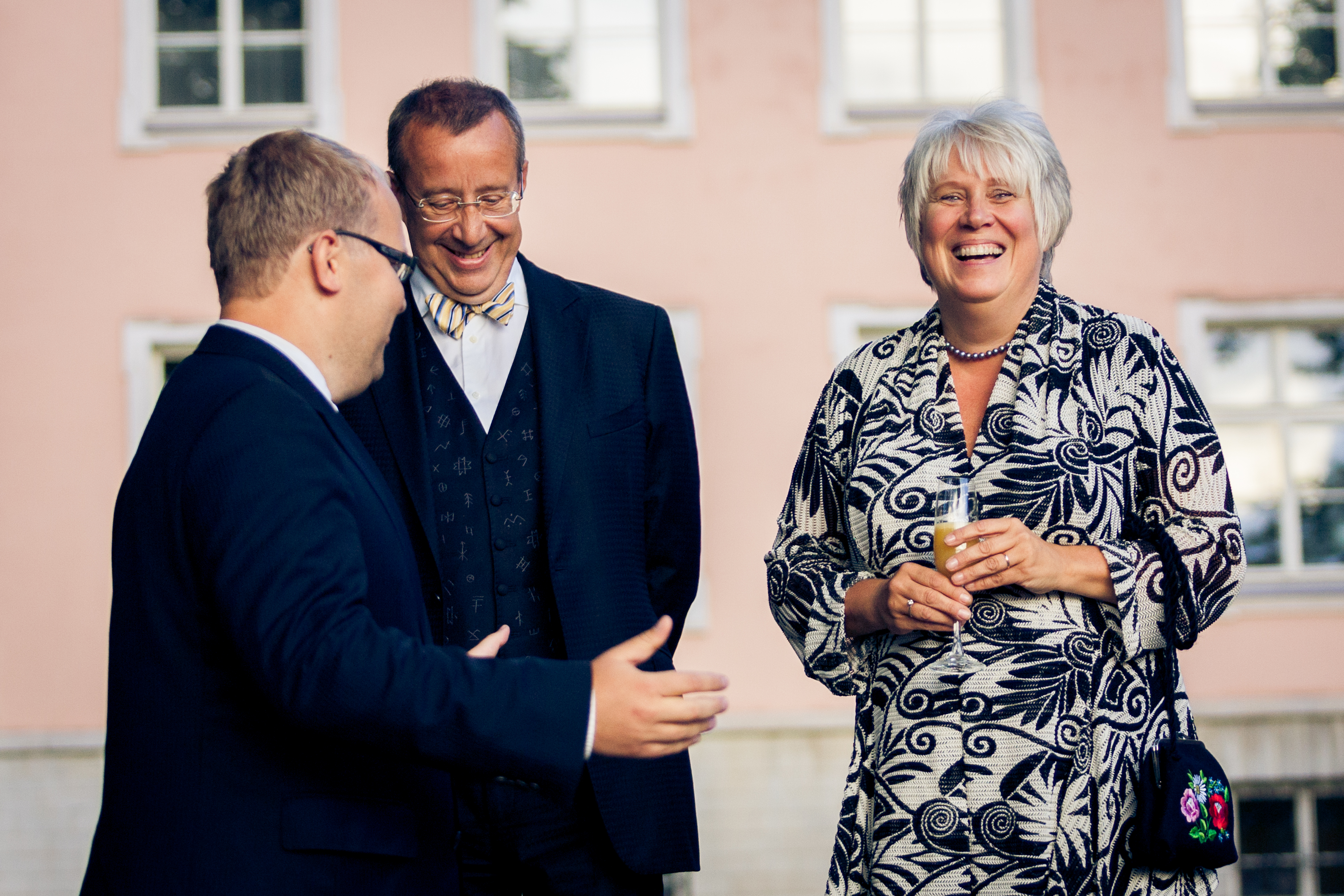
左からウルマス・パエト外相、イルヴェス、在米・在メキシコ大使のマリーナ・カリュランド（2012年8月27日）

第二次世界大戦後に両親はソ連占領下のエストニアからスウェーデンに移住したため、ストックホルムで生まれた。父は数学者、母は心理学者で、アメリカ・ニュージャージー州に在住。
1976年、ニューヨークのコロンビア大学心理学部を卒業し、学士号を取得。1978年、フィラデルフィアのペンシルベニア大学で修士号を取得。1996年から1998年まで、エストニア社会民主党党首。1999年から2002年まで外相、国民党総裁。2004年から欧州議会のエストニア代表議員（欧州議会外務担当委員会副委員長）。2006年9月23日に議会により大統領に選出、10月9日に就任。2011年8月29日の大統領選挙で再選。